# Around40〜注文の多いオンナたち〜
『Around40 〜注文の多いオンナたち〜』（アラウンドフォーティー ちゅうもんのおおいオンナたち）は、2008年4月11日から6月20日まで、毎週金曜22時 - 22時54分にTBS系の「金曜ドラマ」枠で放送された日本のテレビドラマ。主演は天海祐希。
40歳を間近に控えた主人公の精神科医を中心に、40歳前後の女性の苦悩・葛藤を複眼的視点で描いた作品。

## あらすじ
緒方聡子は39歳の独身精神科医。仕事にはやりがいを感じていて、一緒に遊ぶ親友もいる。この歳まで一度も結婚をせずに人生を過ごしてきた。そんな聡子はある日、エコに異様なまでに執着する男、岡村恵太朗と出会う。岡村は聡子の病院に臨床心理士として赴任してきた。
40歳前後の人生模様を聡子を中心に複眼的視点で描く。

## 登場人物

### 主要人物
緒方聡子〈39〉
演 - 天海祐希
本作品の主人公。1968年6月8日生まれ。愛斉会総合病院精神科医長・精神科医。姐御気質であり、部下や親友から頼りにされる存在となっている。趣味は高級温泉旅館に一人で宿泊してお笑いビデオを見ること。恋人はいないが、何ら不足のない人生を謳歌している。結婚願望が無いわけではなく、いつかは子供を産みたいらしい。内科医を一年で辞め精神科へ転科。
岡村恵太朗〈33〉
演 - 藤木直人
独身。聡子が旅館で見かけた男性、後に愛斉会総合病院精神科臨床心理士。「エコ」に異様なまでにこだわりを持っており、そのことが原因で彼女と別れてしまった。出産のために退職した前任の臨床心理士に代わって、聡子の病院へとやってきた。患者との距離が近すぎることを聡子に注意されるほど親身な心理士であり、自身のことを「先生」とは呼ばせず白衣も着用しないポリシーを持っている。厳格な家庭で育ち、以前は商社に勤めていた。
森村奈央〈35〉
演 - 大塚寧々（回想：岡本杏理）
聡子の親友でもあり後輩でもある雑誌編集者。敏腕編集者で付き合っている新庄高史との結婚願望はまったくなし。ところが新しい雑誌の編集長に自分よりも若い女性が選ばれたのを機に結婚を考えるようになり、突然セレブな彼氏と結婚する。
竹内瑞恵〈39〉
演 - 松下由樹
聡子の親友で、聡子とは中高の同級生。保険会社に勤めるサラリーマンの夫と14歳の息子と3人暮らし。お母さん仲間がみんな社会復帰していくのを知って、「自分も何かしなければ…」と焦りを募らせている。話を聞かない夫と反抗期の息子に苛まれ主婦業に幸せを見出せないでいる。
大橋貞夫
演 - 筒井道隆（回想：佐野和真）
小さな洋食屋グラムポンを営んでいて、聡子と瑞恵の中高の同級生。39歳。穏やかな性格なゆえに、聡子や奈央らの愚痴を聞かされることが多い。正義感が強く「人は中身だ」という哲学を持っており、幼馴染で長年密かに思いを寄せている奈央の結婚生活に煮え切らない様子。愛称は「マー君」。

### 緒方家
緒方達也
演 - AKIRA（EXILE）
聡子の弟。マキとは「できちゃった結婚」である（結婚3年目）。
お気楽で楽天的な性格。一見チャラチャラしているように見えるが、一度決めたことは最後までやり遂げる意思の強さを持っている。
幼い頃は聡子を母親のように慕って甘えて頼ってばかりだったらしい。
父親となった現在は、結婚にも人生にも一切焦る様子のない姉の脳天気ぶりを心配している。
職業は美容師。
緒方マキ
演 - さくら
達也の妻。達也とは「できちゃった結婚」である（結婚3年目）。
聡子に対しても屈託なく接する緒方家のムードメーカー。
現実主義で、要領も良く、ちゃっかりした性格。
職業は美容師。
緒方瑠花
演 - 松本春姫
達也とマキの娘。
お絵描きが大好きな3歳児。
聡子を「（聡子）おばちゃん」と呼んで懐いている。
緒方友康〈68〉
演 - 林隆三
聡子の父。内科開業医。
性格は忍耐強く、穏やかで、声を荒らげることはない。
46歳の時に妻を亡くし、「子育てに専念できるように」と大学病院の外科医を辞めてクリニックを開業し、慣れない子育てに奮闘しながらも聡子や達也を育て上げた。
子どもたちが一人前に成長し、自身が病で倒れた際に晴子に看病してもらったため、晴子との再婚を決意した（ただし事実婚）。
現在は聡子の結婚だけが心配のタネ。
吉永晴子〈60〉
演 - 加賀まりこ
聡子の義母で元看護師。「義母」というよりも「親友」と言える聡子の良き理解者であり友康の再婚相手（事実婚）。
友康とは若い頃に大学病院で知り合ってからの仲である。
困った人や弱い者を見ると放っておけずに面倒を見てしまう、世話好きで人情派で淑やかな女性。
実は52歳まで独身だった（つまり事実婚の上に初婚）。
出演者・スタッフロールの名義は、実際の吉永姓ではなく緒方姓でクレジットされている。
山本高広
演 - 山本高広（本人役）
聡子が大ファンのお笑い芸人。

### 竹内家
竹内彰夫
演 - 神保悟志
瑞恵の夫。生命保険会社の営業マン（夕食は外で済ませて帰宅する）。
休日でも決して家事を手伝わない亭主関白（大抵ゴロゴロしてテレビを観たり、メールやマンガを読んで独りの世界に入っている）。
マイホームを購入し、洋介を私立中学に通わせているのは瑞恵のためだが、夫婦間の会話は少ない。
竹内洋介
演 - 木村遼希
彰夫と瑞恵の息子。私立中学に通っている2年生（反抗期真っ只中）。
小学校4年生の頃から塾に通い、見事私立中学に合格したが、現在の成績は「頑張っても真ん中」である。
いつも家ではダラけており、気が付けば携帯電話に夢中になっている。
昼食は瑞恵の作った弁当を食べず、いつもパンを買って食べている。極力、夕食も外食で済ませている。

### 聡子の関係者
川崎謙吾
演 - 松尾貴史
病院の副院長。
木村
演 - 樋渡真司
友康の担当医。
小山
演 - かとうまき
臨床心理士。
片山遥
演 - 松本若菜
看護師。
植村明日香
演 - 星野涼子
看護師。
矢島
演 - 日栄洋祐
看護師。
柳原和子
演 - 片桐はいり
聡子が登録していた結婚相談所の所員。
実は恵太朗の一番上の姉。
中江洋一
演 - 田口主将
聡子の見合い相手の1人。
大島芳彦
演 - 寺脇康文
奈央が聡子に紹介し、見合いした男性。弁護士。聡子に対して好意的。
金杉和哉
演 - 加藤雅也
カメラマンで聡子の元彼氏。5年前、突然戦場のアフガンへ旅立ってしまう。突如帰ってきて聡子と復縁、一度は結婚も考える。が、それはアフガンでのトラウマによる"カメラに触れなくなる"という心の傷も大きく関係していた。岡村のカウンセリングによりもう一度シャッターを押すことが出来るようになり、写真の世界に戻ることに。アフガンに帰り、聡子とは破局。
神林博義
演 - 郭智博
神林の息子。ひきこもり。
神林昭三
演 - 橋爪淳
「ディオスグループ」の経営者。息子の治療のために来院した際、聡子の治療方針に感銘を受ける。
閉鎖危機に陥った病院の再建を支援するが、その条件として、聡子を院長に推した。
大泉俊
演 - 武井証
1人で病院に通い（通院ではない）、岡村の空き時間に一緒にキャッチボールをしていた少年。母親のアルコール使用障害の原因が自分にあると思い込んでおり、声が出なくなっていた。
岡村によって母親の発作の早期発見となり、また声が出るようになった。この一件がきっかけで、聡子は自分の方針を見直した。

### 奈央の関係者
新庄高史
演 - 丸山智己
奈央の夫。
中山美智子〈53〉
演 - 大場久美子
奈央の上司。
三波由香里〈32〉
演 - 吉瀬美智子
「グランドゥール」の編集長。

### 瑞恵の関係者
森岡店長
演 - 菅原大吉
「定食もりおか」の主人。瑞恵が営業を始めた際の初契約者。
高島祥子
演 - 宮澤美保
瑞恵の上司。

## スタッフ
- 脚本 - 橋部敦子
- プロデューサー - 瀬戸口克陽、高成麻畝子
- 演出 - 吉田健、川嶋龍太郎、坪井敏雄
- 音楽 - 山下康介
- 制作 - TBSテレビ
- 製作著作 - TBS

## 主題歌
- 竹内まりや「幸せのものさし」（作詞・作曲：竹内まりや、編曲：山下達郎）
  - コーラスおよびミュージックビデオには、主演の天海が参加している。
  - 氏名クレジットおよびセリフはないが、最終回で竹内自身が、見舞いに訪れた女性役としてゲスト出演している。

## 放送日程
| 各話                                                       | 放送日  | サブタイトル         | 演出       | 視聴率 |
| ---------------------------------------------------------- | ------- | -------------------- | ---------- | ------ |
| 第1話                                                      | 4月11日 | かわいそうなの、私?  | 吉田健     | 15.7%  |
| 第2話                                                      | 4月18日 | 39歳のプライドと偏見 | 吉田健     | 14.2%  |
| 第3話                                                      | 4月25日 | 思い込み女vs非常識男 | 川嶋龍太郎 | 13.9%  |
| 第4話                                                      | 5月02日 | 気の合う男vs昔の男   | 坪井敏雄   | 15.1%  |
| 第5話                                                      | 5月09日 | 39歳、人生最後の恋   | 吉田健     | 15.2%  |
| 第6話                                                      | 5月16日 | 格差恋愛の建前と本音 | 川嶋龍太郎 | 14.4%  |
| 第7話                                                      | 5月23日 | 4人目のアラフォー    | 坪井敏雄   | 14.9%  |
| 第8話                                                      | 5月30日 | 彼が結婚しない理由   | 吉田健     | 14.3%  |
| 第9話                                                      | 6月06日 | 誕生日にプロポーズ!? | 坪井敏雄   | 13.3%  |
| 第10話                                                     | 6月13日 | 事実婚のウソと真実   | 川嶋龍太郎 | 15.6%  |
| 最終話                                                     | 6月20日 | 40歳、幸せの決断     | 吉田健     | 15.1%  |
| 平均視聴率 14.7%（視聴率は関東地区・ビデオリサーチ社調べ） |         |                      |            |        |

- 第1話は、22時 - 23時9分の15分拡大放送。
- 第9話は、2008年北京オリンピック 男子バレーボール最終予選延長のため22時15分 - 23時9分の15分繰り下げて放送された。

## 備考
- タイトルの「Around40」とは、40歳前後の女性のことを指した言葉で、略して「アラフォー」とも呼ばれる。雑誌で30歳前後の女性のことを指した言葉「Around30」から取ったとされる。
- 最終回放送日の2008年6月20日に、天海と藤木が最終回の番宣を兼ねて同局で昼間に放送されている情報番組『ピンポン!』に生出演した。この時、アメリカのCNNが、このドラマと「アラフォー現象」について取材に訪れ、天海自身もインタビューを受けている模様が『ピンポン!』内で紹介された。
- このドラマのタイトルの「Around40」の略語「アラフォー」はこの年、話題にもなり、2008年の流行語大賞を獲得している（本作主演の天海が受賞）。また、「アラフォー」からの派生語として、還暦前後の世代のことを指した「アラカン」という言葉も生まれている。
- 第17回橋田賞受賞した[3]。